# Epilecta
Epilecta là một chi bướm đêm thuộc họ Noctuidae. Nó chỉ có một loài là Epilecta linogrisea.